# جويديزولو (ايطاليا)
جويديزولو؛ هي بلدية في مقاطعة مانتوفا في منطقة لومباردي الإيطالية، وتقع على بعد حوالي 110 كيلومتر (68 ميل) شرق ميلانو وحوالي 25 كيلومتر (16 ميل) شمال غرب مانتوفا. البلديات المتاخمة لجيديزولو هي كافريانا وسيريسارا وجويتو وميدول وسولفرينو .

## المعالم السياحية الرئيسية
أقدم صرح هو كنيسة سانت لورانس، وهو مبنى صغير للعبادة يعود تاريخه إلى القرن الثالث عشر.

### مأساة جويدزولو
كان الطريق بين سيرلونجو وجيديزولو، في إقليم كافريانا المشترك، موقعًا لحادث ألفونسو دي بورتاجو المميت في عام 1957 في ميل ميجليا، حيث توفي 12 شخصًا. نصب تذكاري على جانب الطريق لإحياء ذكرى الحدث.
فجرت سيارة فيراري 335 إس من دي بورتاجو بسعة 4.2 ليتر إطارًا واصطدمت بالحشد على جانب الطريق الذي كان يسير بسرعة 250 كيلومتر في الساعة (160 ميل/س)، وأسفر الحادث عن مقتل السائق ومساعده وعشرة متفرجين بينهم خمسة أطفال، بعد أن خرجت عن السيطرة، اصطدمت سيارة فيراري بقناة على الجانب الأيسر من الطريق، ثم انحرفت عائدة إلى المتفرجين، وأصيب اثنان من الأطفال القتلى في طريق سريع خرساني مزقته السيارة عن الأرض وألقيت في الحشد، كان جسد بورتاجو مقسمًا إلى قسمين، وكان مساعد السائق إدموند نيلسون مشوهًا بشدة تحت السيارة المقلوبة رأسًا على عقب. 
اتُهم إنزو فيراري بالقتل غير العمد في محاكمة جنائية تم رفضها أخيرًا في عام 1961.

## وصلات خارجية
- باللغة الإيطالية Official website